# Obturator

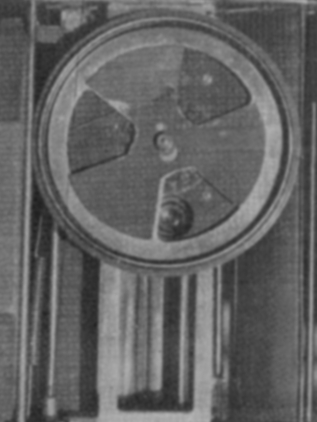
Zdjęcie obturatora w jednej z kamer Prószyńskiego

Obturator – przesłona projektora filmowego usuwająca wadę migotania obrazów na ekranie podczas projekcji taśmy filmowej. Skonstruowana została przez polskiego wynalazcę i konstruktora Kazimierza Prószyńskiego w 1902 roku i bezpośrednio przyczyniła się do rozwoju filmów długometrażowych.

## Historia
Pierwsze filmy realizowane pod koniec XIX i początku XX wieku podczas wyświetlania ujawniły wiele wad oraz niedoskonałości technicznych. Najbardziej dokuczliwe dla widzów były drgania obrazów oraz ich migotanie. Stanowiły one w owym czasie dużą niedogodność podczas pokazów, ponieważ wywoływały ból głowy oraz łzawienie. Niedoskonałości były tak dokuczliwe, że uniemożliwiały organizację długotrwałych pokazów. Dłuższe projekcje przerywano na życzenie widzów i dzielono je na krótsze odcinki czasu. Wady te uniemożliwiały w praktyce prezentowanie dłuższych filmów i stanowiły barierę w dalszym rozwoju kinematografii. Znany francuski historyk oraz krytyk filmowy Georges Sadoul w swojej książce Film staje się sztuką napisał:

(...) Przed 1908 rokiem projekcje filmów były męczące dla oczu i nie wolno ich było przeciągać dłużej niż 15 minut. Po 1908 roku udoskonalenie perforacji zmniejszyło drgania obrazów, a wprowadzenie do projektora obturatora o trzech paletkach usunęło migotanie obrazów całkowicie. (...) W 1908 roku czas przeglądu jednego filmu rzadko przekraczał ćwierć godziny w 1914 roku przedłuża się przy niektórych filmach do kilku godzin. (...) W każdym wypadku wyświetlanie filmów w dużych „kino-palaces” wielkich miast mogło obecnie trwać godzinę, a nawet kilka godzin bez przerw, nie męcząc zbytnio oczu.

Obie wady, drganie oraz migotanie obrazu, udało się skutecznie wyeliminować Kazimierzowi Prószyńskiemu w początku XX wieku. Pierwsze próby ich usunięcia konstruktor podjął już w latach 1898–1899, kiedy to ujawniły się one w czasie prezentacji filmów realizowanych na pleografie skonstruowanym przez niego w 1894 roku. Prace nad rozwiązaniem tych problemów doprowadziły do skonstruowania przez wynalazcę całkowicie nowego typu projektora filmowego – biopleografu będącego udoskonaloną wersją pleografu. Urządzenie to dawało płynny obraz dzięki projekcji dwóch taśm filmowych puszczonych z opóźnieniem. Skonstruowane zostało w 1898 roku, a jego publiczna demonstracja odbyła się w Warszawie w czerwcu tego roku w Muzeum Przemysłu i Rolnictwa.
Prototyp obturatora został skonstruowany przez wynalazcę w 1902 roku. Jego publiczna prezentacja odbyła się 7 czerwca 1909 na posiedzeniu francuskiej Akademii Nauk w Paryżu, gdzie nowy ulepszony projektor Prószyńskiego z zastosowaniem wynalazków eliminujących drgania oraz migotania filmu zaprezentował fizyk i profesor Sorbony Albert Dastre. Kolejny raz wynalazek Prószyńskiego zaprezentował członkom francuskiego Towarzystwa Popierania Przemysłu Narodowego 11 czerwca 1909 roku D. Toulon, który uznał aparat polskiego wynalazcy za przynoszący „(...) godne uwagi korzyści i (...) doniosły postęp”. Wynalazek po publicznych prezentacjach doczekał się szeregu wdrożeń w aparaturze projekcyjnej, stając się standardowym wyposażeniem projektorów. Pierwszy raz do produkcji obturator Prószyńskiego wprowadziła francuska wytwórnia filmowa Gaumont.

## Budowa i sposób działania
Wada migotania światła w czasie emisji filmu, która powodowała dyskomfort widzów w czasie projekcji, powstawała w wyniku zmiany klatek na przesuwającej się rolce filmowej. Dzięki analizie procesu emisji filmu z projektora Prószyński uznał, że dolegliwości odczuwane przez widzów spowodowane są zbyt małą częstotliwością tych migotań i postanowił zwiększyć oraz uregulować ich częstotliwość.
Migawka w kształcie wiatraczka złożona była z trzech cienkich skrzydełek, które obracały się wokół własnej osi z prędkością odpowiadającą liczbie obrazów. Jej zadaniem było przerywanie w czasie przesuwu taśmy filmowej światła emitowanego przez projektor. Prószyński zbudował obturator z trzema szczelinami, przerywający światło z częstotliwością 40 przerw na 1 sekundę. Duża szybkość przerwań światła powodowała złudzenie płynności, ponieważ oko widza przestawało rejestrować tak dużą częstotliwość migotań obrazu w czasie projekcji.